# 佗罗延窟寺
佗罗延窟寺，俗称那罗寺，是位于中国福建省宁德市蕉城区虎浿镇桥头村北的一个元代古建筑，宁德县人民政府于1980年11月将其公布为首批县级文物保护单位。
佗罗延窟寺占地面积约1200平方米，始建于北宋开宝六年（973年），后在火灾中毁坏，元朝至元十六年（1279年）重建，明朝万历三十二年（1604年）重修。